# Laureano Gómez Paratcha
Laureano Gómez Paratcha, (Pontevedra, 30 d'agost de 1884 - Barcelona, 9 d'abril de 1968) fou un metge i polític gallec.

## Biografia
Alcalde de Vilagarcía de Arousa entre 1922 i 1923 i membre de les Irmandades da Fala, com a membre de l'Organització Republicana Gallega Autònoma fou elegit diputat a Corts per la circumscripció de Pontevedra a les eleccions de 1931. Fou Ministre d'Indústria i Comerç entre el 12 de setembre i el 8 d'octubre de 1933 en el govern presidit per Alejandro Lerroux.
A l'esclatar la Guerra Civil fou detingut i bandejat a Verín després d'això és sotmès a un consell de guerra i condemnat, en 1937, a dotze anys de presó. Després de ser alliberat en 1951 es trasllada a Buenos Aires on després de romandre només un any, retornés a Espanya.